# Troppa fanan
Att troppa fanan innebär att vid ett militärt ceremoniellt tillfälle under högtidliga former rulla ihop fanan då man just ska avtåga från platsen. Motsatsen, då truppen anländer till platsen för högtiden, då man alltså ska rulla ut fanan, kallas att blotta fanan.